# Lukas Gage
Lukas Gage (* 28. Mai 1995 in San Diego) ist ein amerikanischer Schauspieler.

## Frühes Leben
Gage ist einer von vier Brüdern, die ihre Mutter allein aufgezogen hat. Er wurde in San Diego geboren und wuchs im davon nördlich gelegenen Encinitas auf. In seiner Kindheit besuchte er jeden Sommer ein Filmcamp und trat im Theater und in Werbungen auf, was er im Alter von 13 Jahren aufgab. Er ging auf die San Dieguito High School Academy, wo er 2012 seinen Abschluss machte. Danach zog er, um seine Karriere zu verfolgen, nach Los Angeles. Zur Wiederaufnahme der Schauspielerei entschied er sich, nachdem er mit 18 Jahren angegriffen und schwer verletzt wurde, als er einen schwulen Freund vor einem Angriff beschützte.

## Karriere
Nach einigen Episodenrollen erlangte Gage eine Serienhauptrolle über mehrere Staffeln in Du wurdest getaggt (T@gged) von 2016 bis 2018. Wiederkehrende Nebenrollen folgten unter anderem in American Vandal, Euphoria und Love, Victor. Im November 2020 erregte er Aufmerksamkeit mit einem Video, wie ein Regisseur bei einem Online-Casting per Zoom sein Apartment abfällig kommentierte; Gage erhielt für seine Reaktion Zuspruch von Hollywood-Schauspielkollegen.
2022 wurde Gage im Februar für die vierte Staffel von You und im September für die Serienadaption der Dead Boy Detectives aus Vertigo-Comics besetzt.
Gemeinsam mit Phoebe Fisher, einer Produzentin von Euphoria, schrieb Gage sein erstes Drehbuch, eine Komödie mit dem Titel Down Low, die beim South by Southwest 2023 Premiere hatte. Er selbst spielt darin die Hauptrolle neben Zachary Quinto.

## Persönliches
Im März 2023 machten Gage und Promi-Friseur Chris Appleton ihre Beziehung bekannt. Sie heirateten im April 2023 in Las Vegas. Im November 2023 reichte Appleton die Scheidung ein.

## Filmografie (Auswahl)
- 2013: Enlightened – Erleuchtung mit Hindernissen (Fernsehserie, 1 Episode)
- 2014: Ich war’s nicht (Fernsehserie, 1 Episode)
- 2014: Kingdom (Fernsehserie, 1 Episode)
- 2014: The Millionaires (Fernsehserie, 1 Episode)
- 2015: Scouts vs. Zombies – Handbuch zur Zombie-Apokalypse
- 2016: Sickhouse
- 2016–2018: Du wurdest getaggt (T@gged, Fernsehserie, 31 Episoden)
- 2017: Confess (Fernsehserie, 2 Episoden)
- 2017: American Vandal (Fernsehserie, 5 Episoden)
- 2017: Sleep No More – Wach bis in den Tod
- 2018: Assassination Nation
- 2018: On My Block (Fernsehserie, 1 Episode)
- 2018: Class of Lies (Fernsehserie, 5 Episoden)
- 2019: Supergirl (Fernsehserie, 1 Episode)
- 2019: Deadcon
- 2019: Veronica Mars (Fernsehserie, 1 Episode)
- 2019: Euphoria (Fernsehserie, 4 Episoden)
- 2019: Wyrm
- 2019: Into the Dark (Fernsehserie, Episode 2x04)
- 2020: Max Reload and the Nether Blasters
- 2020: Wireless (Webserie, 8 Episoden)
- 2020: What Breaks the Ice
- 2020: Kappa Kappa Die
- 2020–2021: Love, Victor (Fernsehserie, 5 Episoden)
- 2021: The White Lotus (Fernsehserie, 5 Episoden)
- 2022: Liftoff – Mit dir zum Mars (Moonshot)
- 2022: Angelyne (Fernsehserie, 3 Episoden)
- 2022: Queer as Folk (Fernsehserie, 1 Episode)
- 2022: How to Blow Up a Pipeline
- 2023: Gossip Girl (Fernsehserie, 1 Episode)
- 2023: You (Fernsehserie, 9 Episoden)
- 2023: The Other Two (Fernsehserie, Episode 3x05)
- 2023: Down Low (auch Drehbuch)
- 2023: Fargo (Fernsehserie, 4 Episoden)
- 2024: Road House
- 2024: Dead Boy Detectives (Fernsehserie, 5 Episoden)
- 2024: Smile 2 – Siehst du es auch? (Smile 2)
- 2025: Companion – Die perfekte Begleitung (Companion)